# Kabuna (Estland)
Kabuna is een plaats in de Estlandse gemeente Hiiumaa, provincie Hiiumaa. De plaats heeft de status van dorp (Estisch: küla).
Tot in oktober 2017 behoorde Kabuna tot de gemeente Emmaste en sindsdien tot de fusiegemeente Hiiumaa.

## Bevolking
De ontwikkeling van het aantal inwoners blijkt uit het volgende staatje:
| Jaar            | 2000 | 2011 | 2017 | 2019 | 2020 | 2021 |
| --------------- | ---- | ---- | ---- | ---- | ---- | ---- |
| Aantal inwoners | 8    | 7    | 6    | 5    | 5    | 3    |

## Ligging
De plaats ligt in het zuidwestelijk deel van het eiland Hiiumaa. De Tugimaantee 84, de secundaire weg van Emmaste naar Luidja, komt door Kabuna.

## Geschiedenis
Kabuna werd voor het eerst genoemd in 1668 onder de naam Kabbuna Paull en heette daarna Kappuna Christ of Kappuna Paul (1684) en Kabbona (1798). Het dorp lag op het landgoed van Großenhof (Suuremõisa) en vanaf 1796 op dat van Emmast (Emmaste).
Tussen 1977 en 1997 viel Kabuna onder het buurdorp Külama.